# Комната для Ромео Брасса
«Комната для Ромео Брасса» (англ. A Room for Romeo Brass; Канада, 1999) — фильм Шейна Медоуза, известного по фильмам «Ботинки мертвеца» и «Это Англия». Соавтор фильма Пол Фрэйзер.

## Сюжет
Фильм повествует о крепкой дружбе двух 12-летних мальчиков Ромео и Гевина. Они встречают незнакомца Морела, который спасает их в драке. Морелл признается в своих чувствах к старшей сестре Ромео, Лэдин Брасс. Гевин пользуется данным преимуществом и выставляет Морелла дураком перед Ледин. Гевин поступает подобным образом, чтобы сохранить дружбу с Ромео. В ответ Морелл пытается вбить клин между двумя закадычными друзьями, чтобы стать ближе к Ромео и Лэдин. Но когда Лэдин отвергает Морелла, он направляет всю свою агрессию на Ромео и Гевина, до тех пор пока отчим Ромео не ввязывается в конфликт и спасает ситуацию.

## В ролях
| Актёр                          | Роль                   |
| ------------------------------ | ---------------------- |
| Эндрю Шим (Andrew Shim)        | Ромео Брасс            |
| Бен Маршал (Ben Marshall)      | Гевин "Стукачок" Вулли |
| Пэдди Консдайн                 | Морелл                 |
| Вики МакКлюр (Vicky McClure)   | Ледин Брасс            |
| Ледин Холл Ladene Hall         | Кэрол Брасс            |
| Фрэнк Харпер (Frank Harper)    | Джо Брасс              |
| Джулия Форд (Julia Ford)       | Сандра Вули            |
| Джеймс Гиггинс (James Higgins) | Билл Вули              |
| Боб Хоскинс                    | Стив Лэвс              |

## Саундтрек

### Список композиций
1. «A Message to You Rudy» — The Specials
2. «O Maria» — Beck
3. «Dead Melodies» — Beck
4. «Corpses in Their Mouths» — Ian Brown
5. «Jesus Walking» — The Leisure Society
6. «Matty Groves» — Fairport Convention
7. «Twenty Five Miles» — Edwin Starr
8. «Move It on Over» — Hank Williams
9. «Stolen Car» — Beth Orton
10. «John Lee» — Fairport Convention
11. «Everything’s Gonna Be Alright» — P.P. Arnold
12. «Don’t Forget Your Shovel» — Christy Moore
13. «Civvy Street Fiasco» — Unisex
14. «Fox in the Snow» — Belle & Sebastian
15. «5,6,7,8» — Steps
16. «Colours» — Donovan
17. «Listen Here» — Eddie Harris
18. «If This Is Love» — Sunhouse
19. «Going Down» — Stone Roses
20. «Everywhere» — Billy Bragg
21. «After Midnight» — J. J. Cale

## Номинации
- 1999 — Премия British Independent Film Awards
  - Лучший британский фильм
  - Лучший режиссёр — Шейн Медоуз
  - Лучший сценарий — Шейн Медоуз, Пол Фрейзер